# سوریکاتا (نرم‌افزار)
سوریکاتا (به انگلیسی Suricata) یک سامانه تشخیص نفوذ (IDS) و سامانه جلوگیری از نفوذ (IPS) منبع باز است که توسط بنیاد امنیت اطلاعات باز (به انگلیسی Open Information Security Foundation) یا OISF توسعه داده شده‌است. نسخه بتا آن در دسامبر ۲۰۰۹ و نسخه اول آن در ژوئیه ۲۰۱۰ منتشر شده‌است.

## ابزارهای شخص ثالث
ابزارهای شخص ثالث موجود برای اسنورت با سوریکاتا نیز سازگارند، مثل:
- Snorby
- BASE
- Sguil (رایگان)
- Aanval (تجاری)
- Telesoft CERNE Open IDS Platform (تجاری)

## سامانه‌های تشخیص نفوذ آزاد
- برو ان آی دی اس (به انگلیسی Bro NIDS)
- اوسک (به انگلیسی OSSEC)
- پریلوود سیم (به انگلیسی Prelude SIEM)
- ساگان (به انگلیسی sagan)
- اسنورت (به انگلیسی Snort)